# Peter Tazelaar
Peter Tazelaar (Fort de Kock (Nederlands-Indië), 5 mei 1920 – Hindeloopen, 6 juni 1993) was een Nederlands verzetsstrijder die eerst als Engelandvaarder uit Nederland vertrok en later als spion terugkeerde naar Nederland. Hoewel zijn missie grotendeels mislukte, ontving hij in 1944 toch de Militaire Willems-Orde. Na de oorlog fungeerde Tazelaar enige tijd als adjudant van koningin Wilhelmina, samen met zijn vriend Erik Hazelhoff Roelfzema.

## Opleiding
Tazelaar werd in september 1938 geïnstalleerd als adelborst bij het Koninklijk Instituut Marine te Den Helder. In 1939 onderbrak hij zijn studie voortijdig. Hij verhuisde naar Groningen, waar hij zich inschreef bij de Zeevaartschool.

## Verzet
Toen de oorlog uitbrak op 10 mei 1940 was hij in dienst van de koopvaardij. Vlak na het uitbreken van de oorlog trachtte Tazelaar naar Engeland te ontkomen. Via Zeeland reisde hij naar Noord-Frankrijk, maar slaagde er niet in Engeland te bereiken.
Na terugkeer in Groningen eind mei 1940 kwam Tazelaar in contact met adelborst Johan Birnie. Omdat het Koninklijk Instituut Marine gesloten was, ging Birnie medicijnen studeren in Groningen. Uit kringen van adelborsten en cadetten ontstond in de zomer van 1940 een verzetsgroep, die later op zou gaan in de Ordedienst. Geestelijk vader was Johan Schimmelpenninck uit Den Haag (verzetsnaam: Oom Alexander). Schimmelpenninck stelde Birnie aan als zijn contactpersoon in Groningen. Via Birnie werd Tazelaar geïntroduceerd bij de Ordedienst in Den Haag.

## Engelandvaarder
Omdat zijn verzetsgroep geen rechtstreeks contact had met het Verenigd Koninkrijk werd besloten dat Tazelaar naar Engeland zou gaan. Begin juni 1941 monsterde hij als stoker aan op het onder Panamese vlag varende, Zwitserse vrachtschip St-Cergue. Het schip lag in de haven van Schiedam. Het zou naar New York gaan om graan op te halen voor de Duitsers. Aan boord van dit schip waren ook vier andere Engelandvaarders, Gerard Volkersz, Toon Buitendijk en twee Leidse studenten, Bram van der Stok en Erik Hazelhoff Roelfzema. Bij de Faeröer-eilanden konden ze overstappen op de Britse kruiser Devonshire. Na een kort verblijf op een van de eilanden bereikten zij het Verenigd Koninkrijk.

## Contact Holland
In eerste instantie was het moeilijk om contact te krijgen met het bezette Nederland. Op een gegeven moment kregen Tazelaar en zijn vrienden contact met koningin Wilhelmina en haar schoonzoon prins Bernhard. Ze konden zelfs gaan wonen in het appartement bij het huis van Wilhelmina.

Van der Stok had een plan bedacht om personen in bezet Nederland aan land te zetten en op te pikken per boot. Na aankomst in Engeland werkte Hazelhoff Roelfzema dit plan uit en kreeg de opdracht van koningin Wilhelmina en de Britse geheime dienst om het plan onder de naam Contact Holland uit te voeren. De eerste agent die per boot aan land gezet werd was Peter Tazelaar. Hij werd op 23 november 1941 bij de pier van Scheveningen aan land gezet. Samen met de eerder per parachute gedropte marconist Johannes ter Laak zou hij een radioverbinding met het Verenigd Koninkrijk tot stand brengen. Hiervan kwam aanvankelijk weinig terecht doordat de radiozender tijdens de dropping defect was geraakt. Met zijn door Londen meegegeven identiteitspapieren en muntgeld kon Tazelaar niets beginnen: die waren in bezet Nederland niet meer in gebruik. Ten einde raad zocht hij, tegen zijn instructies in, contact met zijn vroegere mede-adelborst Gerard Dogger, die over een netwerk in het verzet beschikte. Zo kwam hij in contact met Aart Alblas, die wel een werkende zender had. 
De tweede opdracht van Tazelaar betrof het meenemen van twee belangrijke personen naar het Verenigd Koninkrijk. Ook dit lukte niet, omdat op 17 januari 1942 de motorboot met Erik Hazelhof Roelfsema in plaats van bij Scheveningen bij Katwijk terechtkwam. Bij de mislukte operatie werden Wiardi Beckmann en Frans Goedhardt gearresteerd.
Nu werd het te gevaarlijk voor Tazelaar om in Nederland te blijven. Eind januari 1942 vertrok hij door een plan van Adrien 'Broer' Moonen samen met  Dogger via de Van Niftrik-route naar Zwitserland. Via Frankrijk, Spanje en Portugal bereikten zij in april 1942 het Verenigd Koninkrijk. Terug in Londen waarschuwde hij dat de operatie mogelijk was geïnfiltreerd door de Duitse geheime dienst, maar deze waarschuwing werd door zijn superieuren genegeerd. Na de oorlog bleek dat Tazelaar het bij het rechte eind had: vrijwel alle uitgezonden agenten werden gearresteerd.

## Militaire Willems-Orde
Na terugkeer in het Verenigd Koninkrijk volgde Tazelaar een opleiding tot commando in Wales. In februari 1943 vertrok hij naar Canada om instructeur te worden bij de Nederlandse troepen. Eind 1943 keerde hij terug naar het Verenigd Koninkrijk. Hij trad in dienst bij de Londense brandweer en trouwde met een Engelse vrouw, Dodie Sherston. Op 9 september 1944 ontving Tazelaar de hoogste militaire onderscheiding, de Militaire Willems-Orde, voor zijn rol in het Contact Holland. Vervolgens trad hij in dienst bij het Bureau Bijzondere Opdrachten (BBO) dat agenten in bezet Nederland parachuteerde met sabotage- en spionagemissies. In november 1944 werd Tazelaar samen met Lykele Faber gedropt in Friesland. Een half jaar lang verzorgden zij het radiocontact met het Verenigd Koninkrijk.

## Adjudant van koningin Wilhelmina

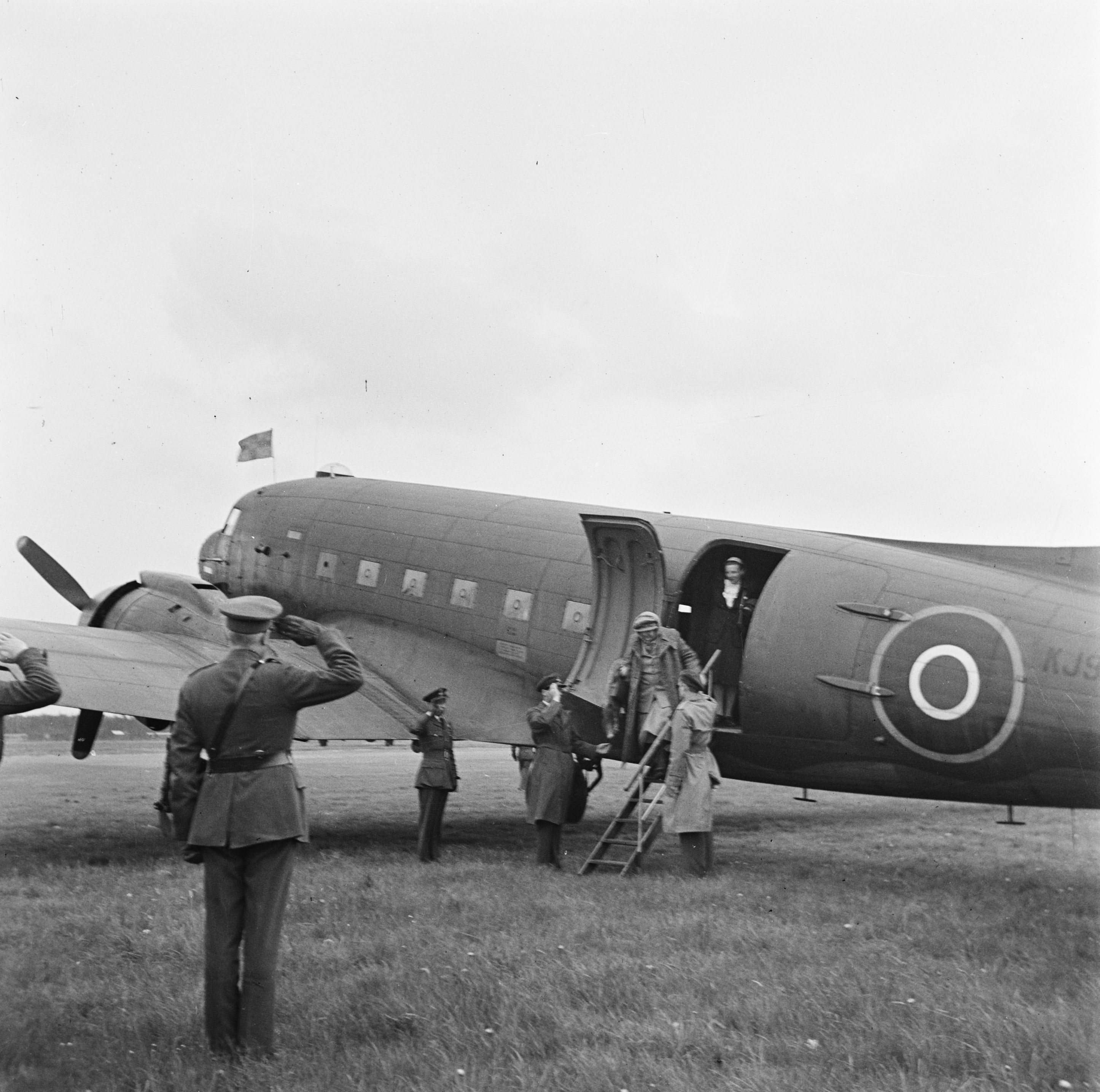
Aankomst Wilhelmina op Gilze-Rijen

Na de bevrijding van Friesland in april 1945 voegde Tazelaar zich bij het Nederlandse hoofdkwartier in Zuid-Nederland. Hij werd aangesteld als adjudant van koningin Wilhelmina. Tazelaar was degene die Wilhelmina op de hoogte stelde van de Duitse capitulatie. Op filmbeelden is te zien dat hij bij aankomst van Wilhelmina op vliegveld Gilze-Rijen samen met Hazelhoff Roelfzema beneden aan de vliegtuigtrap staat.

## Azië
In augustus 1945 vertrok Tazelaar vrijwillig naar Ceylon om deel te nemen aan de strijd tegen de Japanners, die in Nederlands-Indië na hun capitulatie geen leger tegenover zich vonden om zich aan over te geven. Hierdoor bleven ook de Jappenkampen intact. Het plan van de Nederlandse minister van Oorlog Meynen was die kampen te bevrijden. Peter Tazelaar diende in dezelfde eenheid als Raymond Westerling: de Britse Force 136, S.O.E. Admiraal Lord Louis Mountbatten legde de plannen in de aanvang stil omdat hij vond dat de Nederlanders te weinig hadden gepresteerd in de strijd tegen de Japanners. De Japanse overgave moest worden aanvaard door de geallieerden, niet alleen door het handjevol Nederlanders. Tazelaar vertrok toen op eigen gelegenheid van Ceylon naar Nederlands-Indië. Zijn moeder verbleef daar in een Japans interneringskamp voor vrouwen en kinderen, Tjideng op Java.

Tazelaar trad in dienst bij de militaire politie en was betrokken bij het opsporen en verhoren van Indonesische vrijheidsstrijders. In maart 1946 raakte hij gewond, waarna hij naar Nederland terugkeerde. Dat jaar trouwde hij voor de tweede maal.

## Verdere levensloop

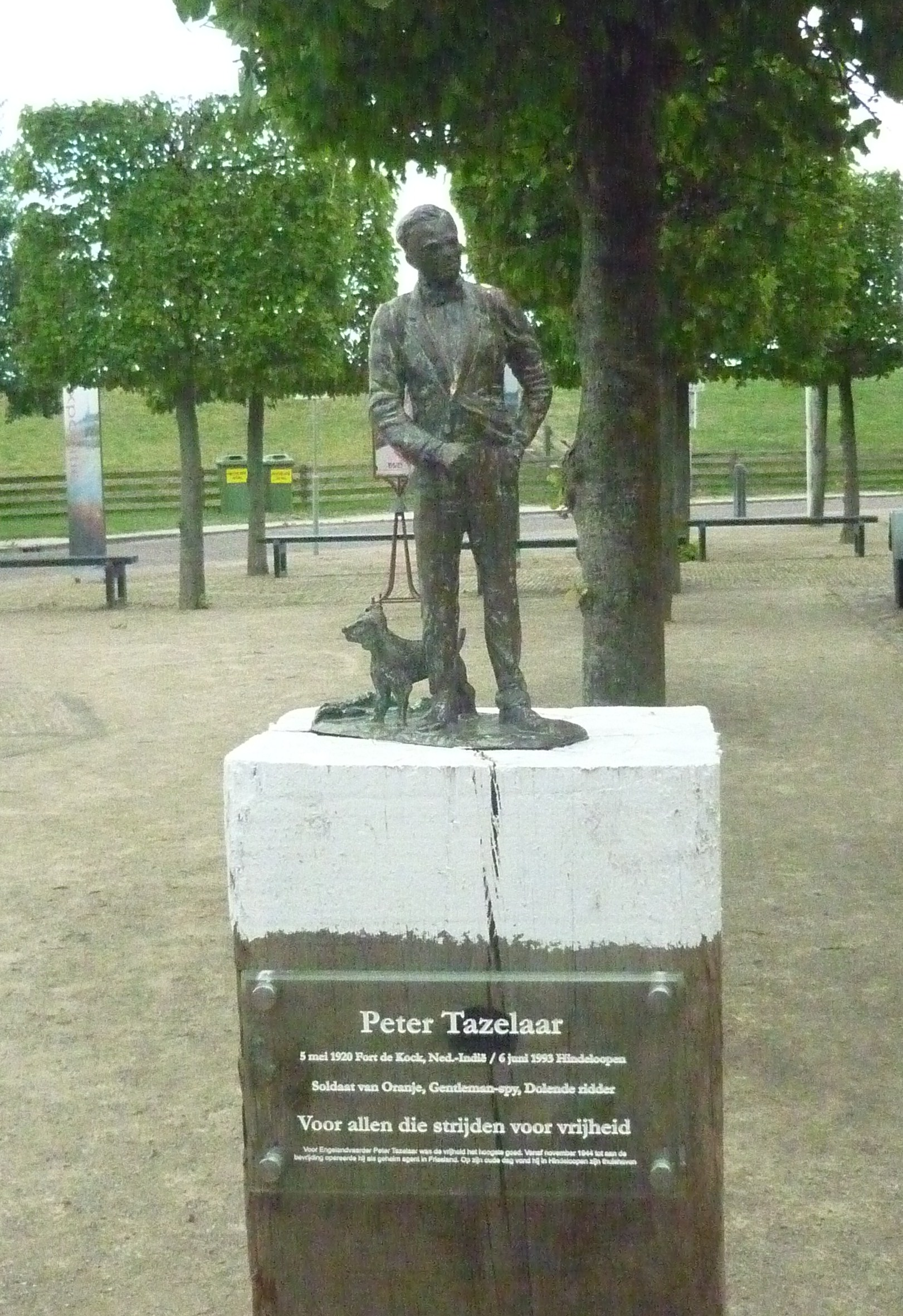
Monument Peter Tazelaar

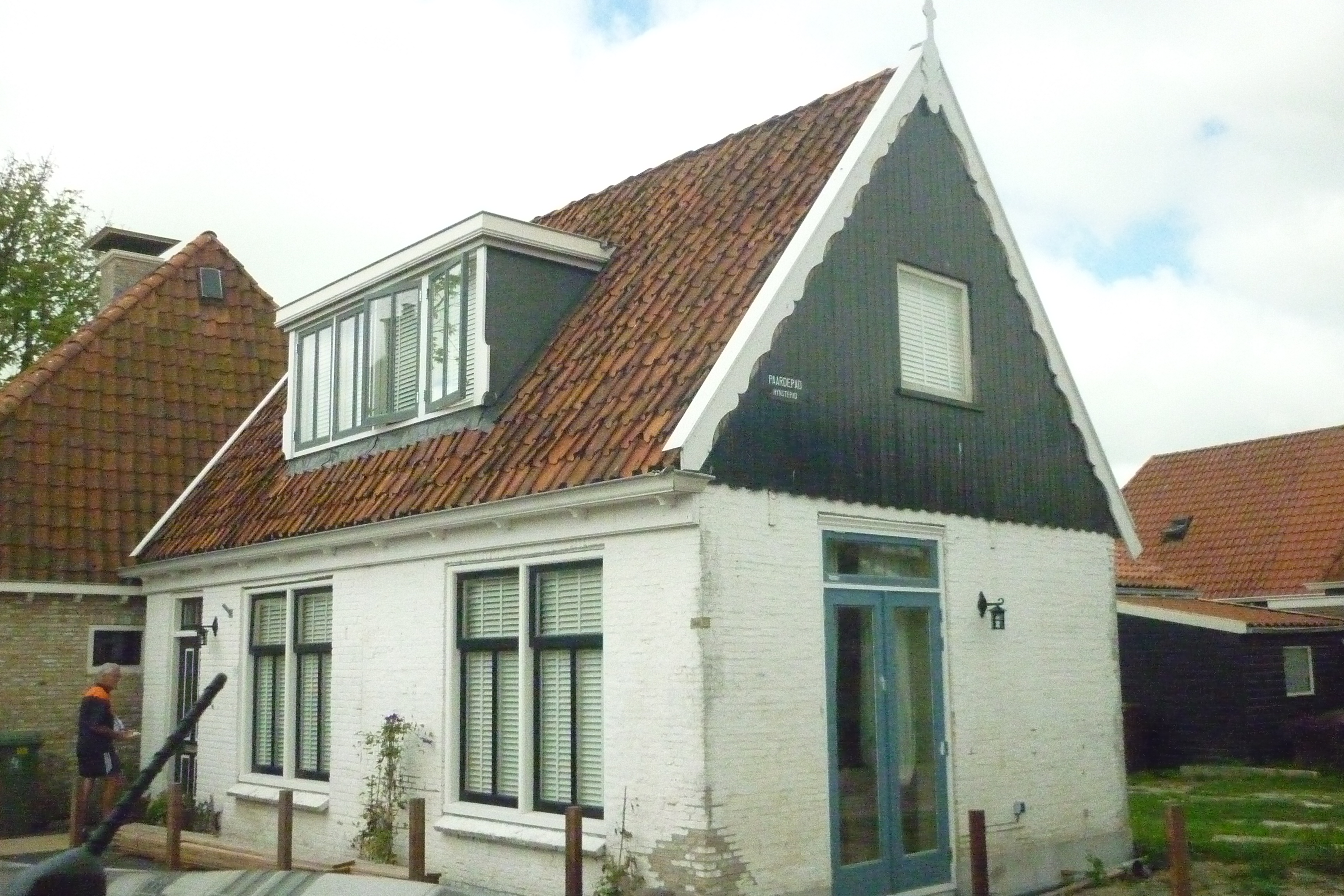
Zijn huis in Hindeloopen

Tazelaar leidde ook na de oorlog een avontuurlijk bestaan. Hij opereerde tijdens de Koude Oorlog als spion achter het IJzeren Gordijn. Daarna werkte hij onder andere bij KLM en Shell. In totaal trouwde hij vier keer.
In 1981 verhuisde Tazelaar naar Hindeloopen, waar hij in een wit huisje woonde tegenover een kerk. Hij had een zeilboot, de Basilisk, en bevoer het IJsselmeer en de Friese wateren. Hij overleed na een ziekbed in 1993 op 73-jarige leeftijd.
Door de film Soldaat van Oranje werd hij enigszins uit de anonimiteit gehaald. In 2009 verscheen een biografie over zijn leven, geschreven door de historicus Victor Laurentius.

## Monument
In Hindeloopen werd op 23 juni 2013 een bronzen beeldje van Tazelaar en zijn hond onthuld. Daarbij werd gememoreerd dat hij twintig jaar eerder was overleden. Zijn dochter Eva, zijn zoon Peter en zijn kleinzoon Tjarda waren bij de plechtigheid aanwezig. Het beeldje staat bij het Hidde Nijland Museum op het Museumplein.

## Trivia
- De journalist en ondernemer Derk Sauer was een achterneef van Tazelaar.[3]
- Volgens het boek MI6, The History of the Secret Intelligence Service 1909-1949 van de Britse historicus Keith Jeffery (Queen’s University te Belfast) is het fictieve karakter James Bond van Ian Fleming voor een belangrijk deel gebaseerd op het leven van Peter Tazelaar.[4]